# Przejście graniczne Bobrowniki-Bierestowica
Przejście graniczne Bobrowniki-Bierestowica – polsko-białoruskie drogowe przejście graniczne położone w województwie podlaskim, w powiecie białostockim, w gminie Gródek, w miejscowości Bobrowniki. Do przejścia prowadzi po stronie polskiej droga krajowa nr 65.

## Opis
Przejście graniczne Bobrowniki-Bierestowica, uruchomiono 26 marca 1993 roku  dzięki umowie między rządem Rzeczypospolitej Polskiej a rządem Republiki Białoruskiej. Czynne przez całą dobę. Dopuszczony jest ruch osób, środków transportowych i towarów bez względu na ich obywatelstwo lub przynależność państwową oraz mały ruch graniczny. Odprawy osób oraz środków transportu prowadzone są na terytorium RP. W przejściu granicznym kontrolę graniczną wykonywała, do 23 sierpnia 2005 roku Graniczna Placówka Kontrolna Straży Granicznej w Bobrownikach, od 24 sierpnia 2005 roku Placówka Straży Granicznej w Bobrownikach.
23 grudnia 1996 roku oddano do użytku przebudowane drogowe przejście graniczne w Bobrownikach. Odprawy graniczne dokonywano wspólnie po stronie białoruskiej .
Od 1 maja 2004 roku, tj. od dnia wejścia Rzeczypospolitej Polskiej do Unii Europejskiej wydzielono i oznakowano pasy odpraw, które służą usprawnieniu przekraczania granicy przez obywateli państw Unii Europejskiej, Europejskiego Obszaru Gospodarczego (Norwegia, Islandia, Liechtenstein) oraz Szwajcarii.
- Kierunek wjazdowy do RP:
  - cztery pasy odpraw pojazdów osobowych
  - jeden pas odpraw przeznaczony dla autokarów
  - sześć pasów przeznaczonych dla odpraw samochodów ciężarowych[8].

- Kierunek wyjazdowy z RP:
  - pięć pasów odpraw pojazdów osobowych
  - jeden pas odpraw przeznaczonych dla autokarów
  - odprawy samochodów ciężarowych dokonywane są w oparciu o platformę na której jednorazowo mieści się około 50 pojazdów[8].

### Przejście graniczne polsko-radzieckie
W okresie istnienia Związku Radzieckiego 24 stycznia 1986 roku zaczął funkcjonować tu polsko-radziecki Punkt Uproszczonego Przekraczania Granicy Bobrowniki-Bierestowica. Przekraczanie granicy odbywało się na podstawie przepustek. Organy Wojsk Ochrony Pogranicza wykonywały odprawę graniczną i celną.

### Wydarzenia
- 1993 – 26 marca uruchomiono przejście towarowe w Bobrownikach. Celem usprawnienia obsługi wprowadzono wspólną odprawę paszportową po stronie białoruskiej. Z funduszu wojewody rozpoczęto budowę pomieszczeń dla Straży Granicznej i Urzędu Celnego[12].
- 1996 – 12/13 lutego w nocy kierowcy ciężarówek na trzy godziny zablokowali ruch na przejściu granicznym Bobrowniki-Bierestownica. Powodem były prowadzone w ślamazarnym tempie odprawy celno-paszportowe po stronie białoruskiej. Czas oczekiwania na wyjazd z kraju wynosił 30 godzin, w kolejce przed szlabanem stało ok. 200 ciężarówek. Przez przejście wyjeżdżało ok. 120 tirów. Po trzech godzinach przerwy protest został zakończony[13].
- 1996 – 23 grudnia zostało oddane do użytku przebudowane przejście graniczne w Bobrownikach z którego od tej chwili mogły korzystać wyłącznie samochody ciężarowe. Po uroczystym otwarciu pierwsze TIR-y wjechały na nowy terminal. Wspólnej odprawy celnej dokonali polscy i białoruscy celnicy. Trwająca trzy lata przebudowa pochłonęła prawie 21 mln złotych. Oddanie do użytku rozbudowanego przejścia granicznego zbiegło się w czasie z podpisaniem porozumienia wykonawczego do międzynarodowej umowy o współpracy i wzajemnej pomocy w sprawach celnych między Polską a Białorusią. Ze strony polskiej umowę podpisał prezes GUC Mieczysław Nogaj, ze strony białoruskiej przewodniczący Komitetu Ceł Piotr Kreczko[14].
- 1998 – 12 marca prawie na 18 godzin, 800 TIR-ów blokowało przejście drogowe w Bobrownikach. Sznur samochodów sięgał 25 km, aż do Królowego Mostu. Blokujący żądali usprawnienia odprawy po stronie białoruskiej, poprawy infrastruktury na przejściu oraz remontu drogi dojazdowej[15].
- 1998 – 6 października na przejściu granicznym w Bobrownikach, odbyło się uroczyste otwarcie tak zwanej platformy odpraw w obecności ministra MSWiA Janusza Tomaszewskiego. Przejście mogło już odprawiać samochody osobowe oraz ponad 600 TIR-ów i do 2000 samochodów osobowych w ciągu doby. Jednak ruch osobowy naprawdę ruszył dopiero po zbudowaniu po stronie białoruskiej podobnej infrastruktury[16].
- 1999 – funkcjonariusze GPK SG w Bobrownikach udaremnili wwozu 3380 litrów spirytusu o wartości ok. 135 tys. złotych. Alkohol ukryty był w chłodni, w plastikowych butelkach[17].
- 2000 – 22 października na przejściu granicznym w Bobrownikach gościł komisarz ds. rozszerzenia Unii Europejskiej Günter Verheugen[18].
- 2023 – 10 lutego przejście graniczne zostało zamknięte „z uwagi na ważny interes bezpieczeństwa państwa”[19].

## Galeria

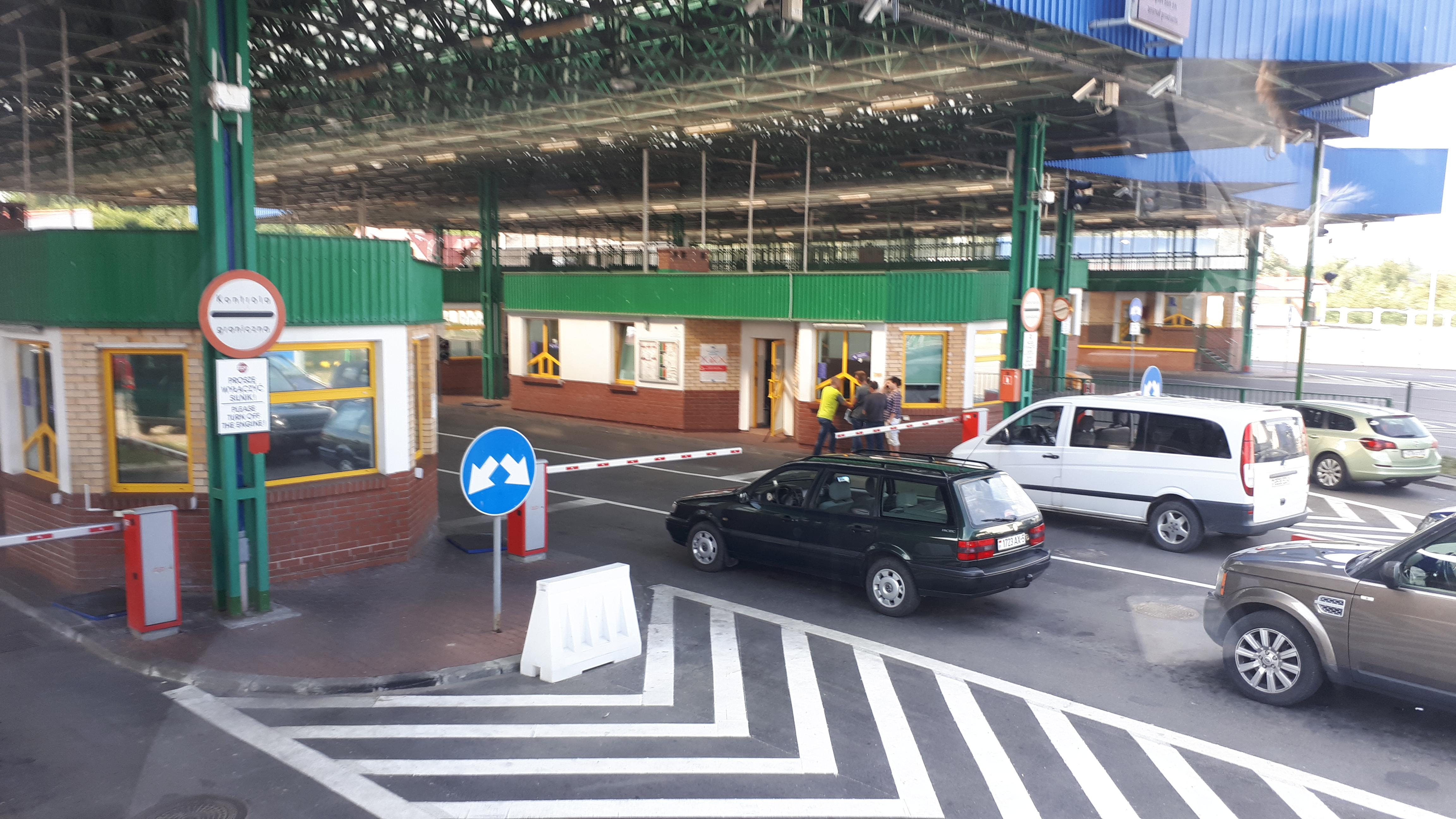
Przejście graniczne Bobrowniki-Bierestowica (sierpień 2018)
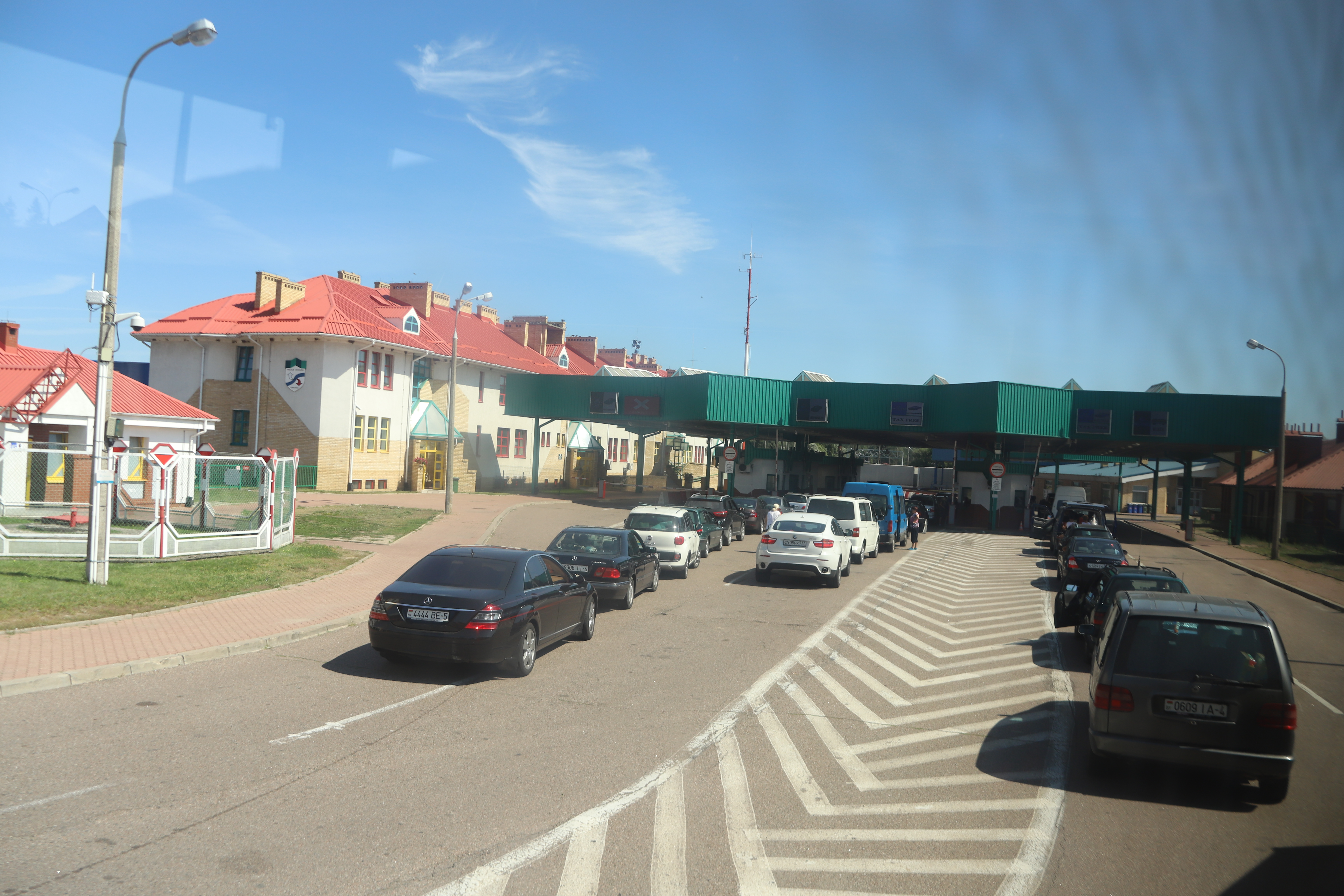
Przejście graniczne Bobrowniki-Bierestowica (sierpień 2018)
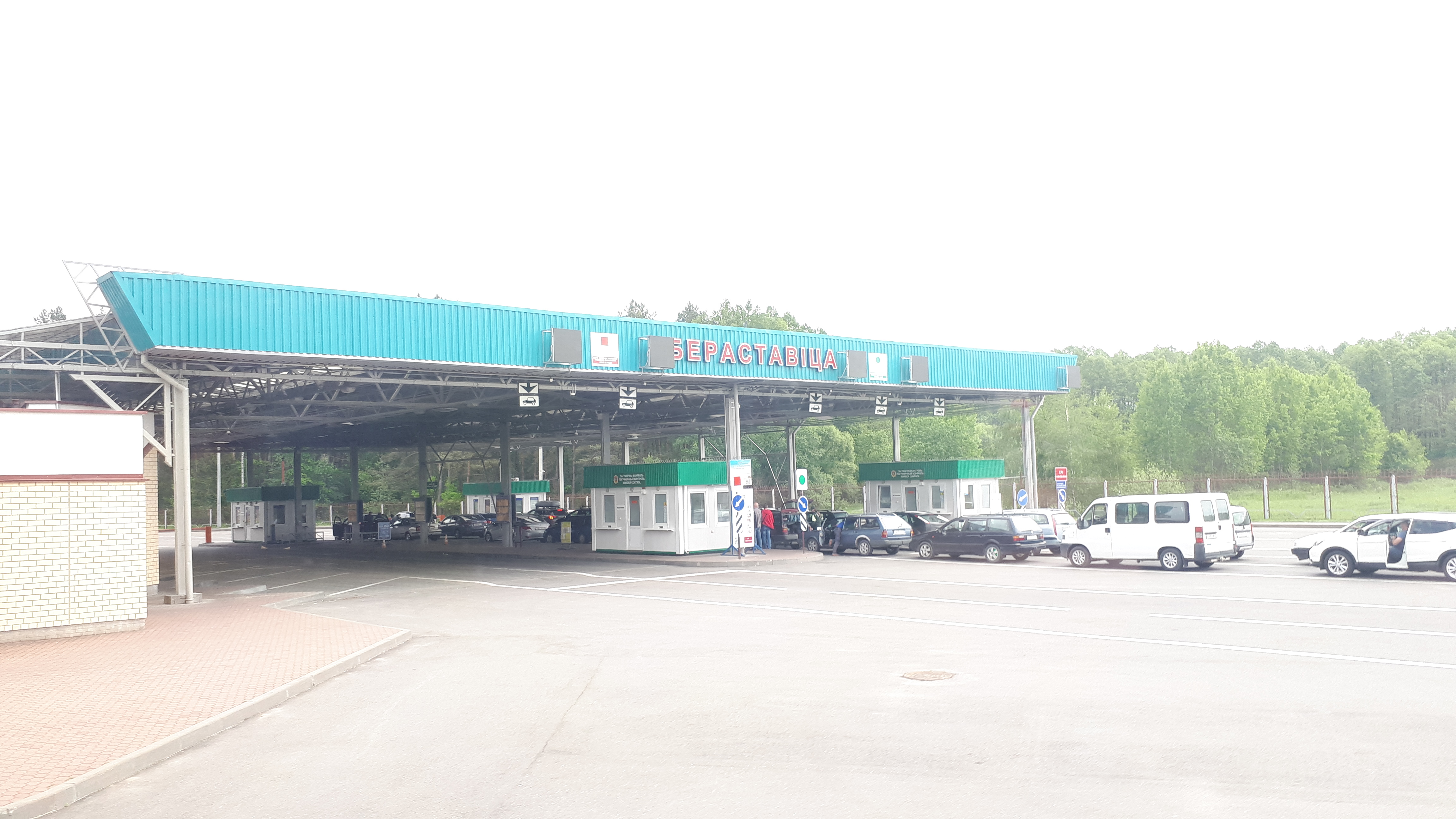
Przejście graniczne Bobrowniki-Bierestowica (maj 2019)
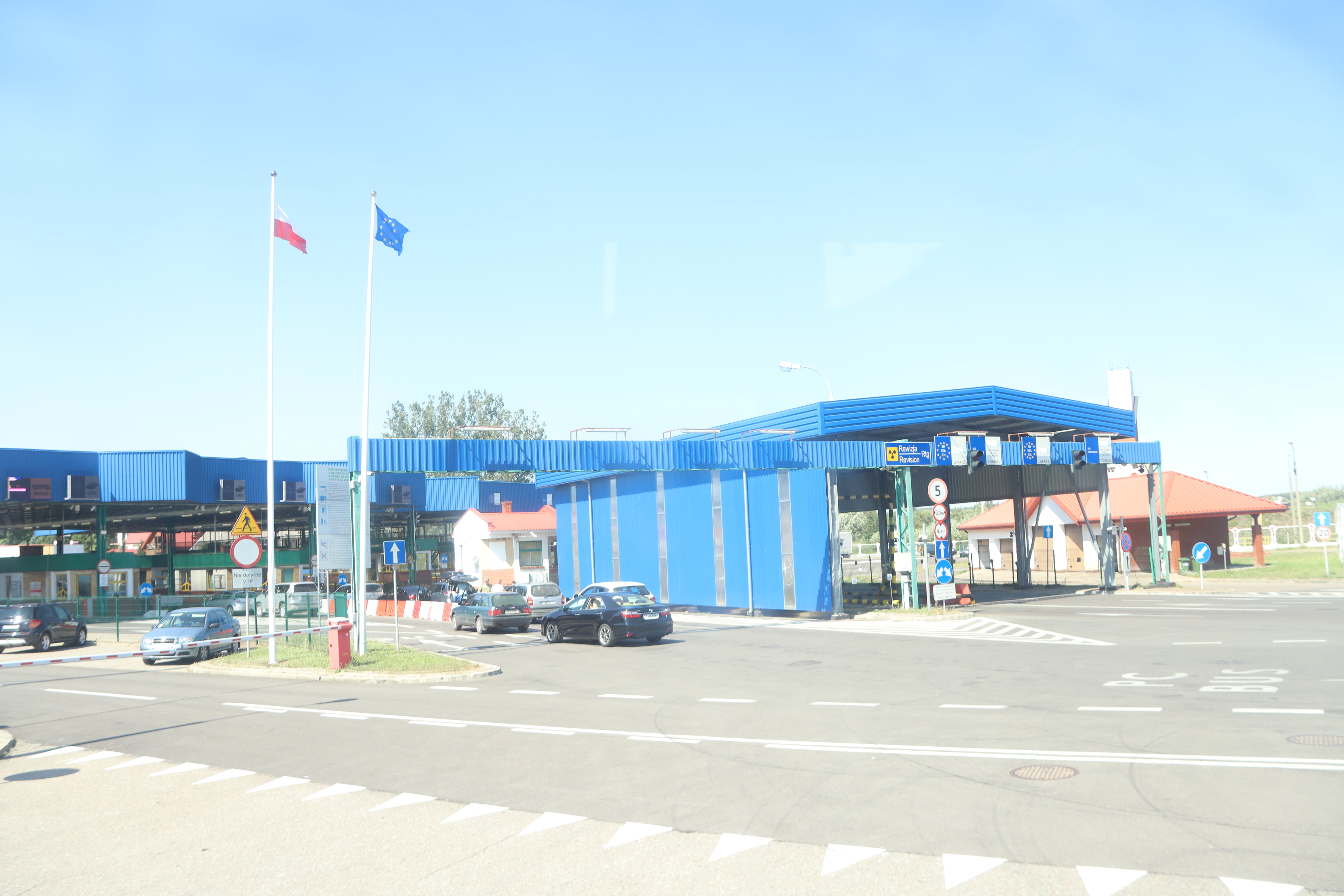
Przejście graniczne Bobrowniki-Bierestowica (sierpień 2018)